# Eterno Verano
"Eterno Verano" é uma música do cantor catalão Miki Nuñez, lançada como single do álbum Amuza, em julho de 2020. A canção foi lançada nas rádios na versão em espanhol e também em língua catalã, intitulada "Un Estiu Que No S'acaba".

## Lançamento
A música foi lançada orginalmente no álbum Amuza, com a participação dos cantores Adrià Salas, Arnau Griso e Nil Moliner. No verão de de 2020, o single da faixa foi lançado em uma versão solo renovada (revamp), sem as parcerias da versão do álbum, e em catalão.
O single atingiu a posição #51 no iTunes chart espanhol.